# コズミックウォーズ
『コズミックウォーズ』 (COSMIC WARS) は、1989年8月4日にコナミ（後にコナミデジタルエンタテインメントへ権利移管）が発売したファミリーコンピュータ用ウォー・シミュレーションゲームソフト。『グラディウス』（1985年）の世界観を一部利用しているものの、基本的には単体作品である。

## 概要
『グラディウス』の世界観を元にしたターンベースの宇宙戦争戦略シミュレーションゲームである。
複数の星系がワープポイントで接続された形式のシナリオマップ（シナリオマップは単純なものからいくつものワープポイントを経由しないといけない大きなものまで8種類が用意されている）の両端に各プレイヤーの母星系があり、宇宙戦艦などを建造、艦隊を編成して敵の星系に侵攻、敵母星を陥落せねばならない。
ゲーム進行は各プレイヤーが交互に操作を行う形式であるが、それぞれプレイヤーのターンは「生産」や「移動」といったフェイズの順で操作を行う。
カートリッジにゲームの進行を保存するためのバッテリーバックアップ機能を搭載している。

## あらすじ
人類がプロキオン星系に初の恒星国家を築き、6年後新たな歴史「宇宙暦」が始まった。
100年後に次の恒星国家トライアングル星系国家が誕生してから、ダイヤモンド、カシオペア、ウサギザ、オリオン、アンドロメダと600年の間に様々な恒星国家が形成されていった。
宇宙暦639年、ケンタウルス星系開発の最中に調査団の一行の連絡が途絶え、隕石事故と一時的な暫定した上で詳細調査の為に多数の無人探査船を向かわせた。1隻のみ戻ってきた探査船を解析した結果、その事故は何らかの生命体による人為的なものであるということを知る。
調査開始時の宇宙暦645年から4年後、各惑星がケンタウルスの事故の要因と思わしき生命体から攻撃を受け、全恒星国家は未知の生命体に対して「コズミックウォーズ」を仕掛けるのであった。

## ゲーム内容

### ユニットと艦隊
- 一つのユニットは10機編成、16種類が存在し、1プレイヤー（人類）と2プレイヤー（バクテリアン）でユニット能力は同じ。
- 最大16のユニットで一つの艦隊を構成。
- 艦隊には必ず一つの旗艦（フラグシップ、国外版ではワープベース）が必要、旗艦には司令官が搭乗している。艦隊内のユニットが戦闘を行った時に司令官に経験値が入り、4種類ある能力値がアップしていく。旗艦ユニットが破壊された場合にはその艦隊全体が消滅する。
- ゲーム中には各プレイヤー最大16艦隊を保持することが出来る。
- 各ユニットは使用する武器が異なっており、中には2つ使用するユニットも存在。一部ユニットは隣接した敵を攻撃できない代わりに、遠距離から攻撃可能なものや範囲攻撃ができるものもある。
- 宇宙戦闘機、戦闘人型兵器は「艦載機」であり、コストに対して高い戦闘力と対応力を有するが、艦隊内に「宇宙空母」が存在している必要がある。戦闘によって宇宙空母が破壊された場合、別艦隊から宇宙空母を調達するか、宇宙空母の存在する艦隊に艦載機を転入させない限り、その艦隊の星系間移動の際に艦載機は消滅してしまう。

### マップ
このゲームでは一つのシナリオに複数の星系があり、それぞれの星系にスクエア形式の戦闘用マップが存在している（星系によって1画面程度から約60マス四方の巨大なマップまでサイズが異なる）。シナリオごとに接続された星系は一本繋がりなものもあれば、1つの星系から4つの星系に接続されたものも存在する。
- 各星系マップには惑星があり、占領することで収入源となる。
  - 得られた資金は惑星への投資や、司令官募集、ユニット生産、各種補給に使用する。
  - 占領可能なユニットは味方は「O・P・S」（惑星占領船）、敵は「A・P・S」（対惑星船）のみ可能。
- 各星系マップ間で艦隊を移動させるには、移動元の星系が以下のいずれかの条件を満たす必要がある。
  - 敵対する勢力がその星系マップに存在しない。
  - 旗艦をワープポイントに移動させる。

なお、ワープ時は、移動先のワープポイントにユニットがいる場合、味方であればワープ不能、敵であれば実行時に無条件で消滅する。

### ターン・フェイズ進行
このゲームでは各プレイヤーの行動単位であるターンを細分化してフェイズとして取り扱っている。以下の決められたフェイズ順で操作を行い、全て終わると敵側のターンとなり敵がフェイズ順に行動をする、以降この繰り返しでゲームが進行していく。
生産フェイズ艦隊の構成要素となるユニットを生産指示する。実際に生産されて艦隊に編成できるようになるのは次のターン
司令官フェイズ司令官の募集を行う。基本的にランダムだが、提示する金額によって集まる司令官の能力が変わってくる
編成フェイズ司令官とユニットを結びつけ艦隊として構成する。編成された艦隊はそのプレイヤーの母星系マップに配置できる
恒星間移動フェイズ星系間で艦隊を移動させる。敵対勢力の艦隊が存在しないマップからの移動のみ可能
戦闘フェイズ星系マップ内で各ユニットを行動させて戦闘を行う。戦闘を行う星系マップを指定するとその星系マップ内で交互に3戦闘ターンの行動を行う。敵対勢力の存在する星系でのみ可能。
移動フェイズ星系マップ内で各ユニットを行動させる（3移動ターン)。敵対勢力が存在しない星系でのみ可能。
投資フェイズ占領した惑星に資金を投入して次回以降の収入を向上させる。
戦闘フェイズ、移動フェイズは各プレイヤー側の任意で実行するかどうかを選択できる。意図的に戦闘フェイズを行わずに、特定の星系での戦況の展開を遅らせるという戦術も存在する。
なお、生産フェイズの前に完全にランダムでイベントが発生する。特に「フキョウ」：「このターンの収入が0」というプレイヤー泣かせのイベントや、「キンザンハッケン」：「収入が3倍」といったバランス崩壊を招きかねないイベントも存在していた。

### グラディウスシリーズとの関連
- 発売当初のキャッチコピーは「グラディウスは局地戦でしかなかった!」。
- 2プレイヤー側が「バクテリアン」。
- ユニットで以下の名称が存在する。
  - VICVIPER（ビックバイパー、1プレイヤー側の宇宙戦闘機〈2プレイヤー側にはビックサイバーという宇宙戦闘機がある。そのデザインはビックバイパーに比べて生物的である〉〈説明書では「VICBYPER」と誤記〉）。
  - ビッグコア（2プレイヤー側の戦艦）
  - ゼロス（2プレイヤー側の宇宙空母）
- コンピュータ対戦の場合、コンピュータ思考中は1プレイヤー側は「モアイ」、2プレイヤー側は「ゴーレム（『沙羅曼蛇』のボスキャラ）」がアニメーションする。エンディングでも登場。
- 2プレイヤー側の司令官の顔イラストが『グラディウス2』（1987年）のヴェノムなどに準拠している。
- 地形に「アステロイド（岩、氷）」、「火山」、「細胞」などが存在する。

## 他機種版
| No. | タイトル           | 発売日        | 対応機種 | 開発元 | 発売元   | メディア              | 型式 | 備考 |
| --- | ------------------ | ------------- | -------- | ------ | -------- | --------------------- | ---- | ---- |
| 1   | コズミックウォーズ | 2006年9月15日 | Windows  | コナミ | アイレボ | ダウンロード (i-revo) | -    |      |

## スタッフ
- プログラマー：松岡伸浩、村田司朗、山根秀直
- グラフィック・デザイナー：すみだひろみ、JULIE.H、KIMIE.S
- サウンド・デザイナー：前沢秀憲、上高治己
- パッケージ・デザイナー：霜出健治、木下まり

## 評価
- ゲーム誌『ファミコン通信」の「クロスレビュー」では、5・7・7・5の合計24点（満40点）となっており[3][2]、レビュアーの意見としては、「ひとつのターンが終わるまでに、少し時間がかかるのが気になる」などと評されている[3]。

- ゲーム誌『ファミリーコンピュータMagazine』の読者投票による「ゲーム通信簿」での評価は以下の通りとなっており、20.21点（満30点）となっている[1]。同誌1991年5月10日号特別付録の「ファミコンロムカセット オールカタログ」では、「『グラディウス』シリーズのキャラが登場し、宇宙的感覚を増している」、「独自の制度としては、司令官というのがいて、ユニットを自動的に動かすというものがある。キャラがカッコイイ」と紹介されている[1]。

| 項目 | キャラクタ | 音楽 | 操作性 | 熱中度 | お買得度 | オリジナリティ | 総合  |
| 得点 | 3.74       | 3.39 | 3.11   | 3.38   | 3.15     | 3.44           | 20.21 |